# Morter d'infanteria Tipus 94 de 90 mm
El morter Tipus 94 de 90 mm era un morter d'infanteria japonès de canó llis introduït en 1935, utilitzat durant la Segona Guerra Mundial.
La designació de la Tipus 94 venia donada per l'any en què va ser introduïda en el servei, l'any 2594 del Calendari Japonès, l'any 1934 del calendari gregorià.

## Disseny

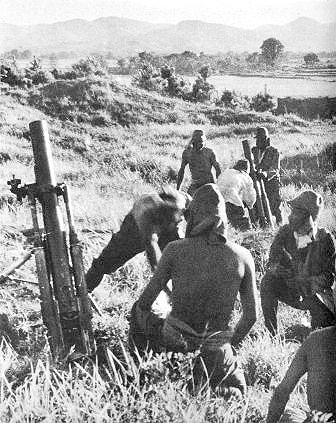
Dos morters d'infanteria Tipus 94 en acció.

Dotabt al Tipus 94 d'una base i bipode extremadament estables, un sistema de control de retrocés molt gran, un potent projectil, un llarg canó i una gran càrrega de pólvora per dotar a l'arma d'un gran abast. Els dissenyadors japonesos van dissenyar l'arma com a substitut per a peces d'artilleria que podien ser transportades a posicions remotes I allunyades de les posicions principals. Aquest era un gran i bon atribut per a un exèrcit que no disposava de molts vehicles de transport ni d'artilleria moderna que es pogués moure fàcilment.
El Tipus 94 disposava d'una distància efectiva de 3,8 km, disparant uns projectils de 5,22 kg. Aquesta distància efectiva era molt superior a la gran majoria de morters de l'època, que, a pesar del pes dels seus projectils, aquest morter va demostrar ser molt poderós comparat amb moltes altres armes de tipus similars.
Per culpa de totes aquestes bones característiques, aquest morter era molt més pesant que altres similars, ja que, amb el tub més llarg, augmentava tant el pes com la precisió.
L'arma podia disparar en angles d'entre +45° a +80°, i podia rotar sobre si mateix de -29,18° a +26,5°.

## Historial de combat
El Tipus 94 va ser utilitzat durant tota la campanya xinesa. En la campanya del Pacífic, va ser utilitzat per primera vegada contra les forces dels EUA a les Filipines, i més tard, en la batalla de Guadalcanal. Gràcies al seu gran pes, aquesta arma era utilitzada usualment contra posicions defensives en operacions defensives. Les forces japoneses acostumaven a transportar aquests pesants morters a diversos llocs de boscos i jungles en operacions defensives.